# Type 6 SNCB
 (septembre 2017).
Ne doit pas être confondu avec Type 6 et 6bis (État Belge).
La Type 6 des chemins de fer belges (SNCB) était une petite série de locomotive à vapeur pour trains express de disposition Atlantic (disposition d'essieux 221) compound De Glehn mise en service de 1905 à 1908. Jusqu'en 1925, ces locomotives étaient répertoriées sous le nom d'Atlantic avant d'être classées dans le type 6.

## Origines

### Locomotives pour trains rapides en service à l’État Belge
Au début du XXe siècle, les Chemins de fer de l'État belge utilisaient en grande partie des locomotives à deux essieux couplés et les plus modernes, Type 17, 18 et 18S, étaient des machines à cylindres intérieurs et à faible surface de grille. En outre, seul le dernier modèle était équipé de la surchauffe et il ne s’agissait que d’une petite série. Il était fréquent que les express et trains de luxe sur les lignes à profil facile soient remorqués par deux de ces machines en double traction.
Un dernier modèle appartenant à cette famille, le type 18bis, équipé de la surchauffe et du bogie Flamme, sera encore mis en service, en 1907, mais les Chemins de fer de l’État Belge cherchaient à développer un modèle plus moderne et plus puissant qui exploiterait les bienfaits du compoundage, alors en vogue en France.
En dehors de ces machines récentes, il restait encore un grand nombre d’anciennes locomotives pour trains express de type 12 et 12bis (SNCB) en service et, malgré la transformation récente d’une partie de la série avec de nouvelles chaudières, c’étaient des locomotives anciennes mises au point en 1888.
En outre, pour les trains plus lourds et les lignes accidentées, ils ne possédaient qu’une seule série moderne de locomotives pour trains de voyageurs à trois essieux couplés : le Type 35, qui était avant tout destinée aux services mixtes sur lignes moyennement ou fortement accidentées et affichait des résultats décevants.

### Premières locomotives compound des chemins de fer de l’État belge
Face à l’augmentation du poids et de la vitesse des trains, et alors que de nombreuses innovations étaient mises au point à l’étranger, il fut décidé en 1904 de passer commande de locomotives compound pour trains de voyageurs adoptant le système compound de Glehn (à cylindres intérieurs et extérieurs décalés). Après réflexions et l’essai de machines compound de conception française, il fut décidé de s’inspirer des 230 PO 4001 à 4084 et de créer deux séries distinctes partageant un maximum d’éléments en commun afin d’assurer les express en plaine et sur les lignes accidentées.
- Le Type 6 : une Atlantic pour trains rapides, capable de rouler jusqu’à 120 km/h.
- Le Type 8 : une Ten Wheel pour trains de voyageurs, limitée à 100 km/h.

Le premier modèle était destiné à assurer des trains express de tonnage modéré sur les lignes à profil facile tandis que le second était surtout utilisé sur des lignes moyennement ou fortement accidentées ou sur des trains lourds et rapides.

### La construction des locomotives Type 6
Un autre modèle désigné type 6 était alors en service, il s’agissait d’une Mogul pour trains de voyageurs lourds initialement créée pour la Ligne du Luxembourg qui possédait la même chaudière que la Type 12 mais produisit des résultats décevants. Par conséquent, cette série de machine ne sera désignée type 6 qu’en 1925, après disparition du Type 6 originel. Auparavant, elles étaient simplement désignées Atlantic, rompant ainsi avec la classification de l’État belge attribuant un numéro à chaque série de locomotive. Vers 1905, il fut envisagé de les classer dans le type 13 après la disparition des dernières représentantes du type 13 originel mais ce projet ne fut pas mené à terme.
Contrairement aux type 8, seul un faible nombre de locomotives fut commandé et elles n’auront pas de descendance. Toutes seront construites par Cockerill. Elles sont sorties d’usine entre 1905 et 1908.
La construction des deux premières machines (3311 et 3312) fut adjugée en février 1904. Pour compléter ces deux prototypes, cinq exemplaires supplémentaires seront commandés en septembre 1906 au prix de 121 000 francs (sans le tender). Elles seront numérotées 3306 à 3310. Les cinq dernières machines ont une numérotation discontinue (3305 et 3372 à 3375) car les autres numéros étaient déjà attribués à d’autres machines. Elles seront commandées en octobre 1907.

## Caractéristiques

### Chaudière
Ces locomotives sont très proches des Type 8 (SNCB) dont elles partagent la même chaudière à foyer Belpaire rentrant, timbrée à 16 kg/cm2 et pourvue d’une plus grande surface de chauffe que les locomotives du Paris-Orléans dont elles sont inspirées. En revanche, si les chaudières de la plupart des Type 8 compteront 232 tubes de diamètre réduit, celles des Atlantic compteront 135 tubes à ailettes en s’inspirant de la pratique française. Cette augmentation du nombre de tubes sera par la suite réalisée sur toutes les Atlantic et Type 8. Elles ne sont pas équipées de la surchauffe.

### Cylindres
Le corps cylindrique est également commun aux deux séries et est constitué quatre de cylindres étroits en disposition De Glehn. Les deux cylindres intérieurs, à basse pression, légèrement inclinés, sont disposés sous la boîte à fumée et attaquent le premier essieu moteur tandis que les cylindres extérieurs, à haute pression, sont disposés en arrière de ces derniers juste devant le premier essieu moteur et attaquent le deuxième essieu moteur.

#### Roues
Le bogie est un modèle belge, développé par Jean-Baptiste Flamme, qui est muni d’un système de rappel et de sabots de frein. Les roues motrices ont un diamètre d'1,80 m tandis que les roues du bogies ont un diamètre réduit de 900 mm en raison de la position des cylindres extérieurs, très en arrière. Un essieu porteur arrière aux roues de grand diamètre (1 450 mm) est disposé sous le foyer et la cabine de conduite.

### Performances
La vitesse maximum de ces locomotives est de 120 km/h, elle sera par la suite ramenée à 100 km/h. L'effort de traction est de 6 700 kg et le coefficient d’adhérence est plus faible que celui de la Type 8.
Leur disposition compound avec deux grands essieux moteurs occasionnera des difficultés au démarrage.

### Autres caractéristiques
Les sablières sont disposées sur le tablier. Comme toutes les locomotives neuves construites depuis le type 35, la conduite se fait à gauche.

## Tenders
Pour accompagner ces locomotives, on construisit 12 tenders Type 17 à trois essieux de 20 m3 dont la commande fut passée dans la foulée de leurs locomotives. Selon une pratique courante, les tenders ont été construits par d’autres firmes que les locomotives.
Les tenders des deux premières machines furent construits par La Brugeoise au prix de 7 944 francs.
Ceux des cinq machines suivantes furent également construits par La Brugeoise au prix de 11 593 francs.
Ceux des cinq dernières machines furent également commandés à Dyle et Bacalan au prix de 11 343 francs.
Les locomotives Type 6 conserveront ce modèle de tender durant toute leur carrière. Ils verront leur capacité en charbon accrue grâce à l’installation de rehausses. Des échanges de tenders avec d’autres séries munis de tels tenders ont pu avoir lieu.

## Carrière

### Avant 1914
Ces locomotives seront utilisées sur de nombreuses lignes du réseau au profils facile et furent, entre autres, engagées sur les express et trains-blocs entre Bruxelles et Anvers ainsi que sur la ligne vers Ostende où elles assuraient des trains plus lourds que les locomotives de disposition American des types 18 à 20. On pouvait plus rarement les voir sur des trains vers Paris et en tête de trains royaux. Leur vitesse de pointe de 120 km/h faisaient d’elles les locomotives les plus rapides de Belgique mais leurs performances médiocres au démarrage les écarteront des trains lourds à arrêts fréquents.
À partir de 1909, l’arrivée des 42 Ten-Wheel type 9 à grandes roues permettra de reprendre certains services aux locomotives à deux essieux moteurs en augmentant le poids des trains ou en supprimant la double traction. Les deux locomotives-tender prototypes type 13, livrées en 1913, reprendront en partie le service des Trains Blocs.

### Entre-deux-guerres
Au lendemain de la Première Guerre mondiale, six locomotives seront portées manquantes. Trois d’entre-elles furent retrouvées en Allemagne et remises en service, les autres (3310, 3312 et 3372) furent considérées comme perdues et vraisemblablement détruites. En 1926, toutes furent affectées au dépôt d’Ostende puis mutées à Berchem en 1928. Renumérotées 600 à 608 en octobre 1931, on les vit sur des trains-blocs entre Anvers et Lille (via Malines et Courtrai), Anvers et Liège (via Louvain) ou Anvers et Charleroi.
L’électrification de la Ligne Bruxelles-Anvers en 1935 mettra fin à leur service entre ces deux villes. Elles seront progressivement redéployées sur des express vers Roosendael et d’autres destinations dans la province d’Anvers et le Limbourg.
La 600 fut radiée en 1932, et les 601 et 606 furent mises hors-service en 1939.

### Fin de carrière
Durant la Seconde guerre mondiale, comme toutes les locomotives belges, elles assureront des services très divers. La 605, endommagée par faits de guerre, fut radiée en 1946. Les cinq machines survivantes en 1946 ainsi que la 605 sur le point d’être radiée, seront renumérotées avec matricules à cinq chiffres 6.001 à 6.006. Elles n’étaient toutefois plus utilisées et seront progressivement rayées des effectifs. La dernière fut la 6.003, radiée en juin 1948 au dépôt de Berchem. Elles disparurent la même année que les Type 8 qui connurent une carrière fort différente.